# Aegukga
Ne doit pas être confondu avec Aegukka, hymne national de la Corée du Nord.
Aegukga (hangeul : 애국가 ; hanja : 愛國歌) est l'hymne national de la Corée du Sud.
Le titre signifie littéralement « chant patriotique ». Les paroles sont écrites vers la fin du XIXe siècle par Yun Chi-ho, un militant et homme politique, ou par An Chang-ho, un leader indépendantiste. Au début, Aegukga est chantée sur l'air populaire écossais Auld Lang Syne. Pendant le règne colonial japonais (1910-1945), la chanson est interdite, mais les Coréens d'outre-mer continuent à la chanter, exprimant leur désir d'indépendance nationale.
En 1937, Ahn Eak-tae, un musicien coréen internationalement connu, établi en Espagne, compose la Symphonie fantaisie coréenne dont la nouvelle musique d'Aegukga constitue le final. Son travail est officiellement adopté par le gouvernement provisoire de la république de Corée (1919-1945) à Shanghai en Chine. Aegukga est chantée à une cérémonie célébrant la fondation de la république de Corée le 15 août 1948. Cependant, elle n'est jamais officiellement adoptée par le gouvernement, et continue à servir d'hymne officieux.
En mars 2005, la veuve du compositeur de l’hymne national renonce à ses droits d’auteur et en fait don au gouvernement sud-coréen.

## Paroles
| Traduction en français | Paroles originales (ko) | Romanisation |
| --- | --- | --- |
| Jusqu'à ce que s'assèche la mer orientale, (et) que s'use le mont Paektu, Que le ciel veille sur notre pays à jamais ! Que vive la Corée ! Comme le pin cuirassé du mont Nam Qui monte la garde imperturbable Dans le vent et le froid, que notre volonté soit sans faille ! Que la lune d'automne rayonnante Sur la voûte céleste, cristalline et d'un bleu sans nuages Soit notre âme, inébranlable, fidèle et vraie. Avec cette volonté et cet esprit, cette loyauté et cette force Aimons-la, dans la peine et dans la joie, elle notre patrie chérie ! Refrain : Des hibiscus à perte de vue, des fleuves et des montagnes splendides Protégée par son peuple, Que vive à jamais la Corée ! | 동해 물과 백두산이 마르고 닳도록 하느님이 보우하사 우리나라 만세 남산 위에 저 소나무 철갑을 두른 듯 바람서리 불변함은 우리 기상일세. 가을 하늘 공활한데 높고 구름 없이 밝은 달은 우리 가슴 일편단심일세. 이 기상과 이 맘으로 충성을 다하여 괴로우나 즐거우나 나라 사랑하세. 무궁화 삼천리 화려강산 대한 사람 대한으로 길이 보전하세. | Donghae mulgwa Baekdusani mareugo daltorok haneunimi bouhasa urinara manse Namsan wie jeo sonamu cheolgabeul dureundeut baram seori bulbyeonhameun uri gisangilse gaeul haneul gonghwalhande nopgo gureum eopsi balgeun dareun uri gaseum ilpyeondansimilse i gisanggwa i mameuro chungseongeul dahayeo goerouna jeulgeouna nara saranghase mugunghwa samcheolli hwaryeogangsan Daehan saram Daehaneuro giri bojeonhase |